# Evangelische Kirche Lumda (Grünberg)

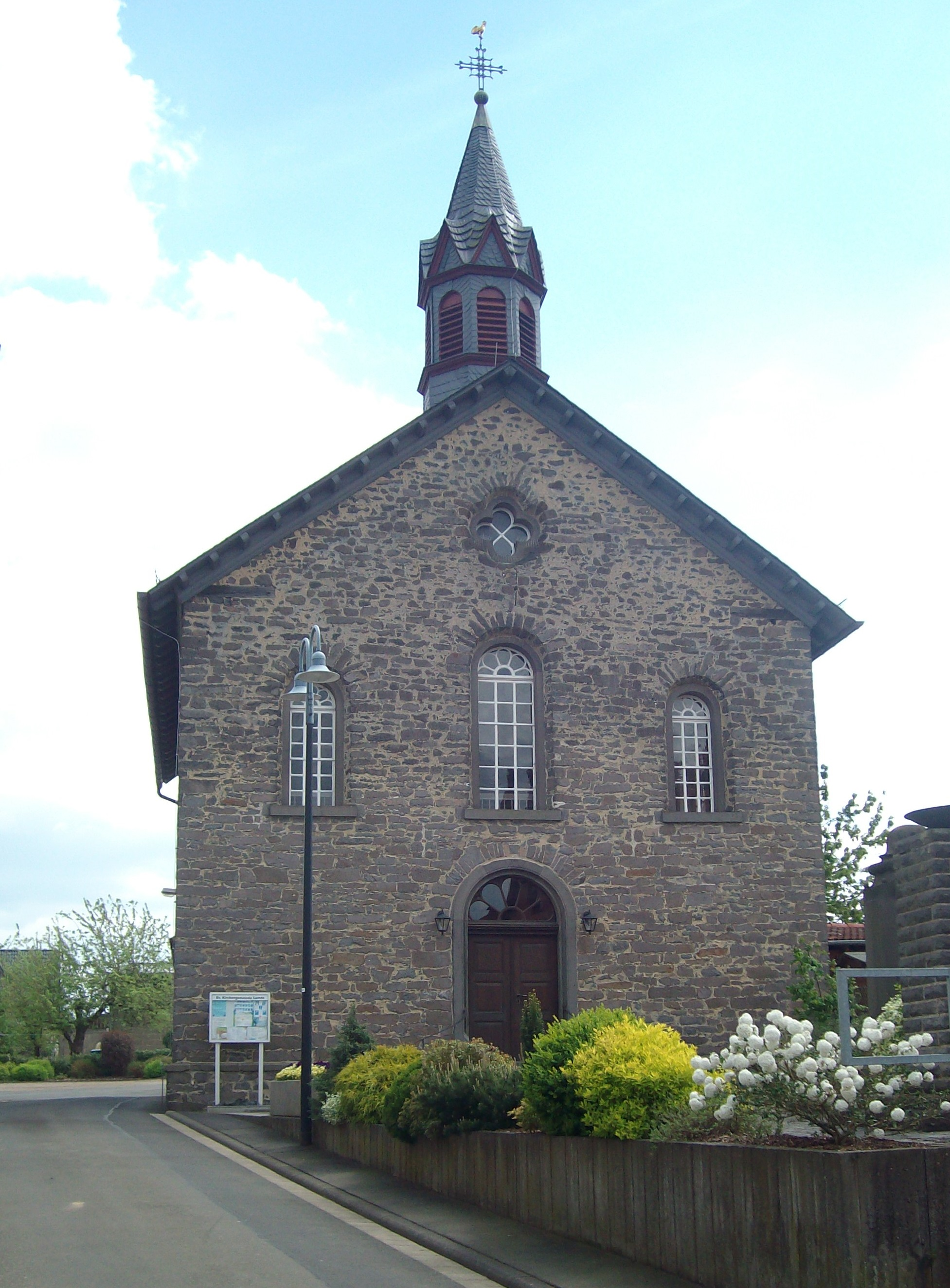
Nordwestseite der Kirche

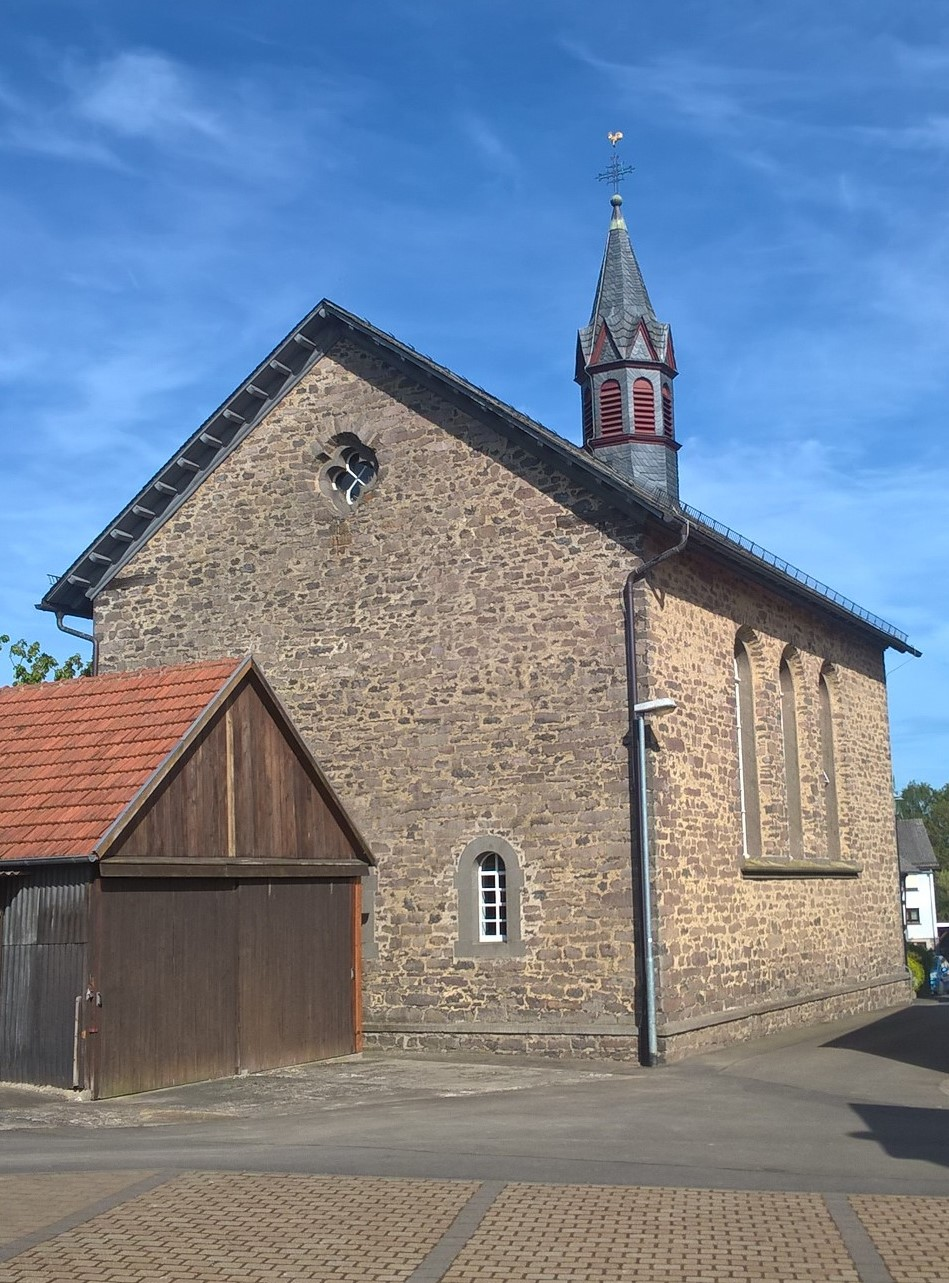
Ostansicht

Die Evangelische Kirche in Lumda, einem Stadtteil von Grünberg im Landkreis Gießen (Mittelhessen), ist eine spätklassizistische Saalkirche, die 1847/1848 errichtet wurde. Mit ihrem achtseitigen Dachreiter prägt die Kirche das Ortsbild und ist hessisches Kulturdenkmal.

## Geschichte
Im Mittelalter war Groß-Lumda Filial der Mutterkirche Saasen in der exemten Großpfarrei Wirberg. Diese war dem Archidiakonat St. Stephan in der Erzdiözese Mainz zugeordnet. Mit Einführung der Reformation 1527 wurde das Kloster aufgehoben und die Kirchengemeinde Groß-Lumda wechselte zum evangelischen Bekenntnis. Seitdem gehörte der Ort zur neugebildeten Pfarrei Wirberg; inzwischen zum Kirchspiel Wirberg im Dekanat Gießener Land in der Propstei Oberhessen der Evangelischen Kirche in Hessen und Nassau.
Der steinerne mittelalterliche Vorgängerbau in Groß-Lumda wurde in der zweiten Hälfte des 17. Jahrhunderts um ein Obergeschoss aus Fachwerk aufgestockt. Um 1750 erhielt Groß-Lumda einen eigenen Friedhof und alle zwei Wochen fand am Sonntagnachmittag ein Gottesdienst in der Kapelle statt, während die Bewohner von Klein-Lumda nach wie vor zu den Gottesdiensten nach Nieder-Ohmen und ab 1843 nach Wirberg gehen mussten. Die Kapelle in Groß-Lumda war zu Beginn des 19. Jahrhunderts baufällig und wurde 1842 schließlich abgerissen. Die Gemeinde begann 1847 mit einem Neubau, der am 18. Juni 1848 eingeweiht wurde. An den 8000 Gulden Baukosten beteiligte sich der Gustav-Adolf-Verein mit 1600 Gulden.
Die große Glocke wurde 1861 umgegossen und 1917 an die Rüstungsindustrie abgeliefert. Eine neue Glocke von 1920 ereilte im Zweiten Weltkrieg dasselbe Schicksal und wurde 1951 ersetzt. 
Lumda wurde im Jahr 1903 an Grünberg angeschlossen, sodass Gottesdienste und Amtshandlungen von den Grünberger Pfarrern durchgeführt wurden. Anfang der 1930er Jahre folgte eine Innenrenovierung der Kirche, bei der hinter der Kanzelwand eine Empore eingebaut wurde, auf die die Orgel umgesetzt wurde. Seit 1973 war Lumda Filiale von Grünberg und rechtlich vom Kirchspiel Wirberg getrennt. Lumda wurde 2001 mit Stangenrod/Lehnheim im Kirchspiel Grünberg pfarramtlich verbunden gehört seit 2017 wieder zum Kirchspiel Wirberg.

## Architektur

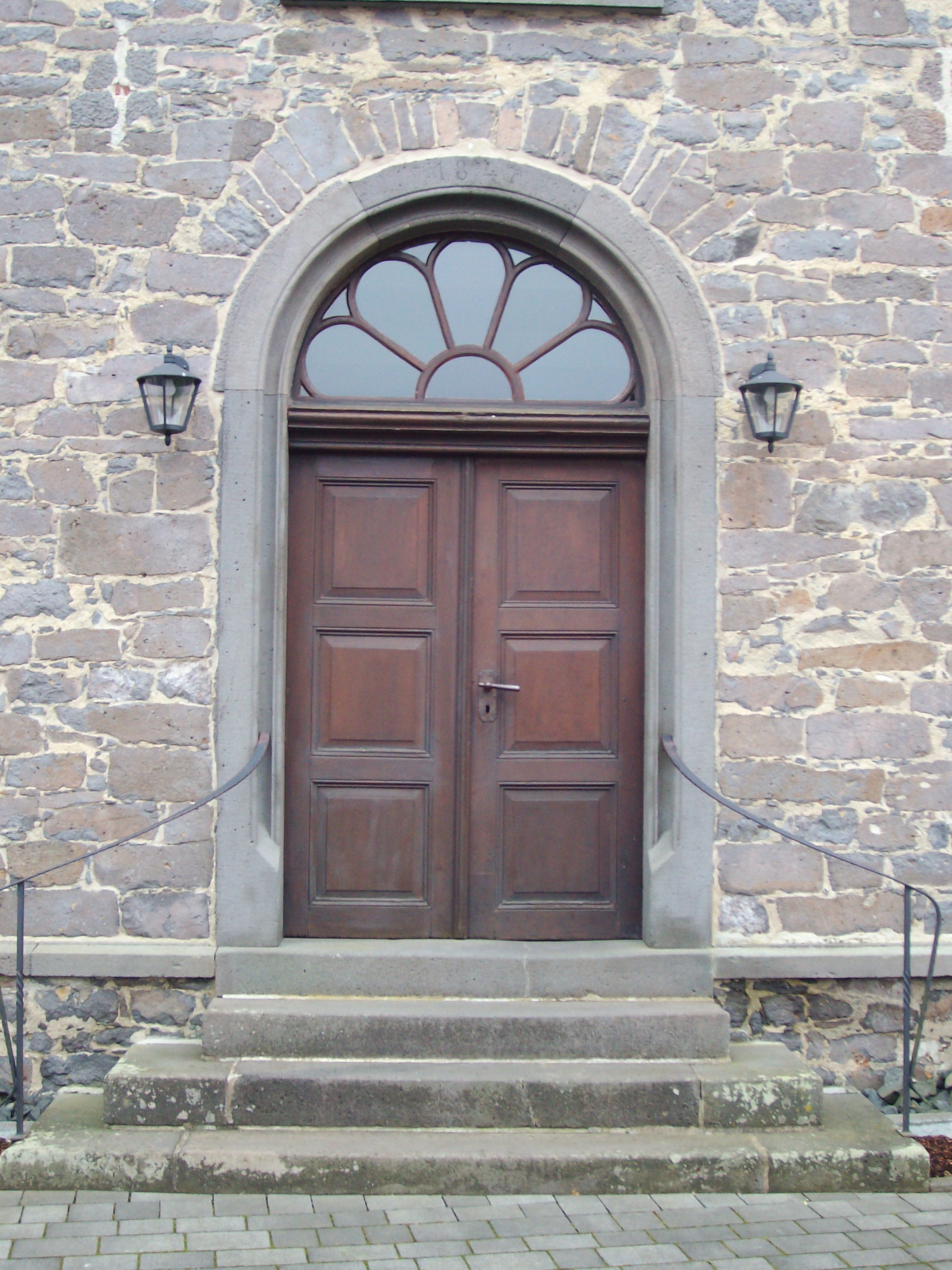
Portal im Nordwesten

Die von Nordwest nach Südost ausgerichtete Saalkirche aus unverputztem Bruchsteinmauerwerk aus Basalt ist im Ortszentrum errichtet.
Die Saalkirche auf fast quadratischem Grundriss hat ein flaches Satteldach, dem im Nordwesten ein Dachreiter aufgesetzt ist. Vom Baustil her verbinden sich neuromanische mit klassizistischen Elementen. Der Innenraum wird durch Rundbogenfenster belichtet, je drei an den Langseiten und drei an der nordwestlichen Giebelseite. Mittig in der symmetrisch konzipierten Nordwestseite ist ein rundbogiges Portal eingelassen, über dem ein Lünettenfenster angebracht ist. Das Fenster darüber ist größer als die beiden flankieren Rundbogenfenster. In den Giebeldreiecken befindet sich je ein Vierpassfenster.
Der achtseitige Dachreiter weist rundbogige Schalllöcher auf, über denen kleine steile, gotisierende Ziergiebel zum verschieferten Spitzhelm überleiten. Die Glockenstube beherbergt zwei bronzene Glocken. Die ältere datiert von 1510 und trägt die lateinische Inschrift: „NOS CUM PROLE PIA BENDIC VIRGO MARIA MVX“ (möge uns die Jungfrau Maria mit ihrem liebevollen Nachkommen segnen 1510). Die größere Glocke wurde 1951 von Rincker mit folgender Inschrift gegossen: „GEDENKET DES STERBENS RUF ICH EUCH ALLEN GEDENKET AUCH DERER DIE GEFALLEN“. Den krönenden Abschluss bilden Turmknauf, schmiedeeisernes Kreuz und Wetterhahn.

## Ausstattung

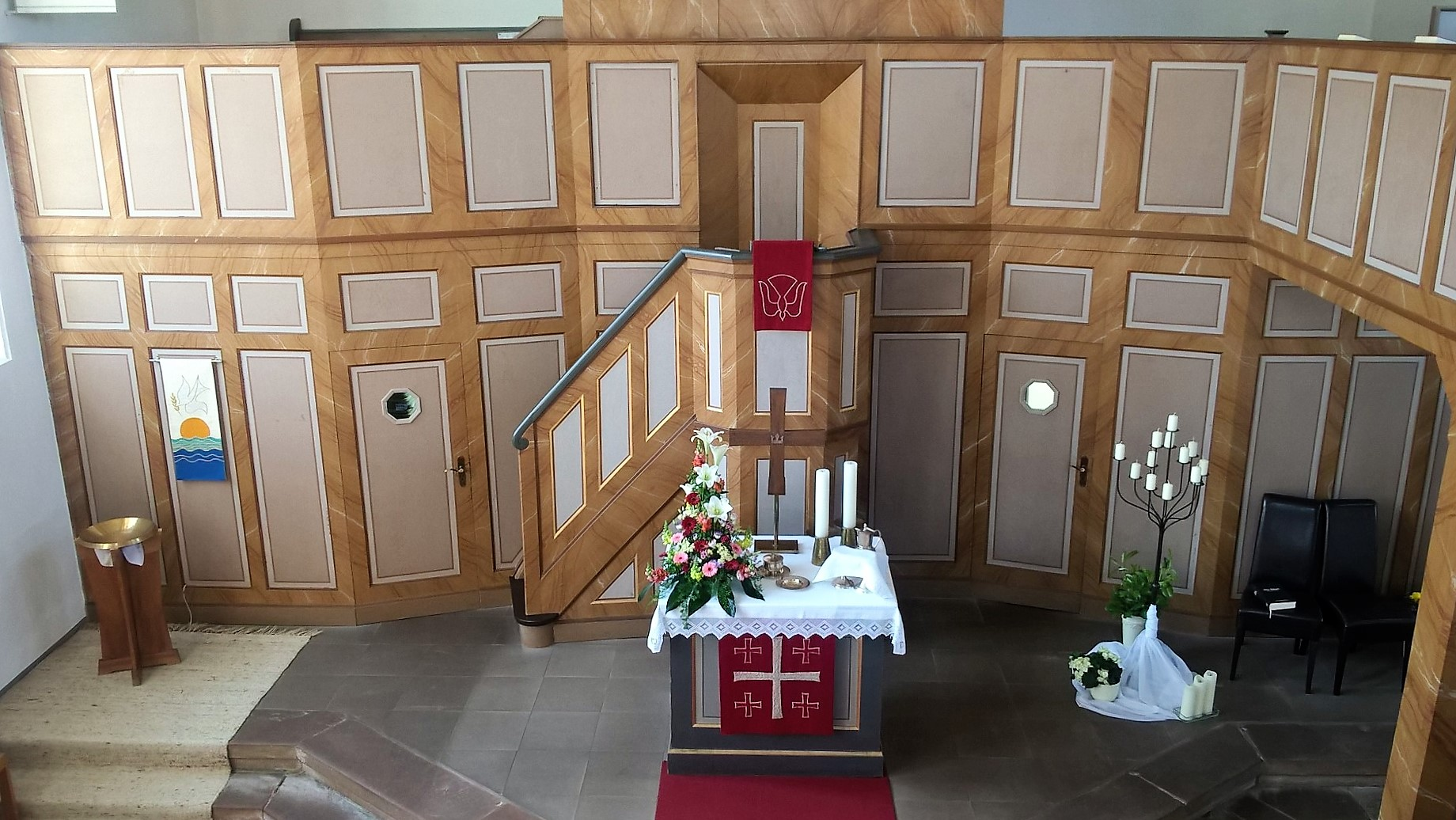
Kanzelwand

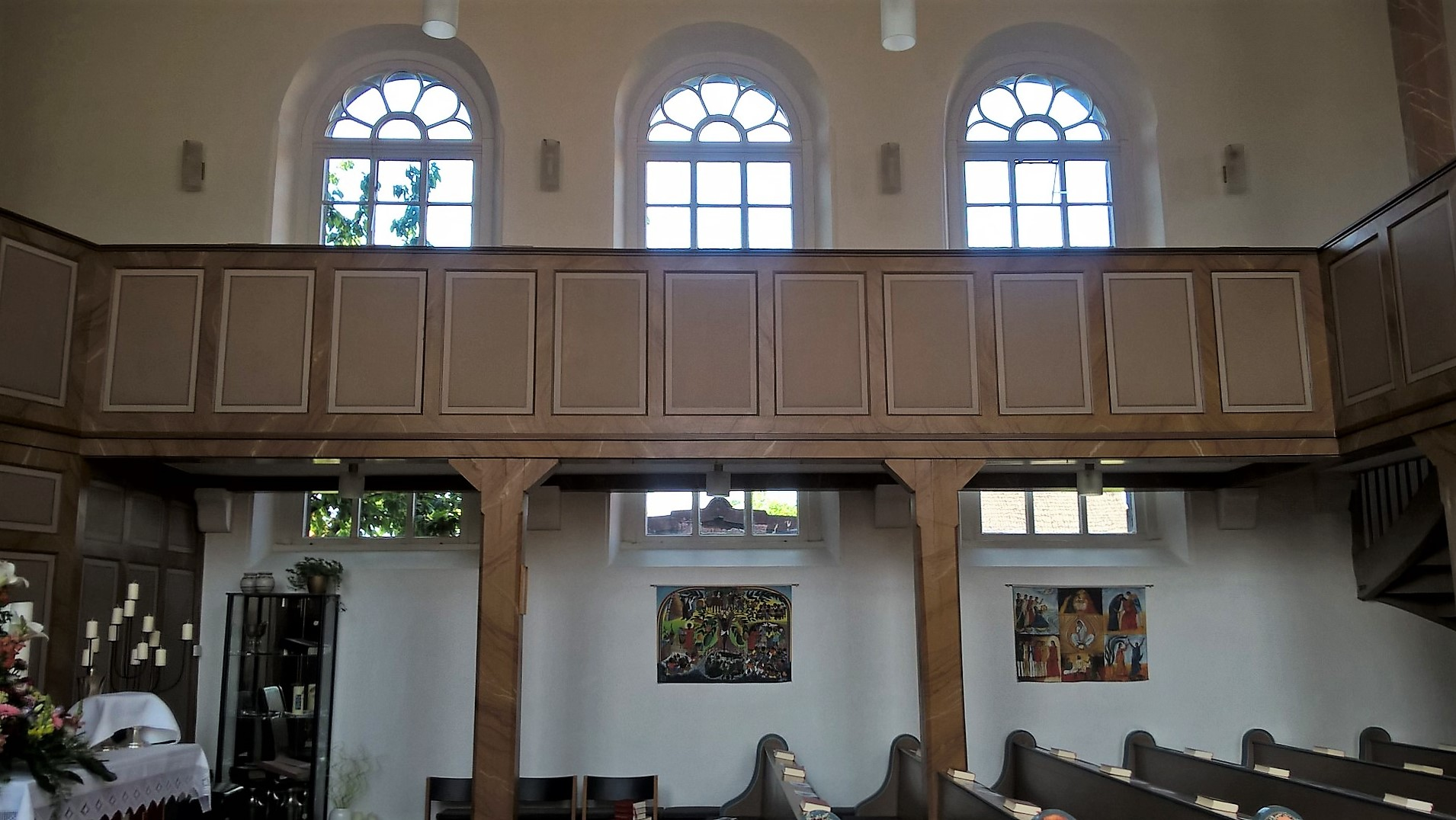
Emporen und Rundbogenfenster im Südwesten

Der Innenraum wird von einer Flachdecke abgeschlossen, die im Nordwesten, wo der Dachreiter aufgesetzt ist, von einem Querunterzug gestützt wird. Vom Querunterzug ausgehend, verlaufen zwei T-förmig abzweigende Unterzüge an die Nordwestwand und werden dort von Konsolen gestützt. In den Raum ist eine dreiseitige umlaufende Empore mit kassettierten Füllungen eingebaut, die auf viereckigen, marmoriert gefassten Holzpfosten ruht, die im Nordwesten zum Unterzug durchlaufen. Die Nordostseite ist emporenlos.
Die südöstliche Empore dient als Orgelempore und wird unten von einer hölzernen Kanzelwand mit Füllungen geschlossen, die diesen Bereich als Sakristei mit einem Nebenraum abtrennt. Auf der Mittelachse des um zwei Stufen erhöhten Altarbereichs sind die drei Prinzipalstücke Altar, Kanzel und Orgel über- und hintereinander angeordnet. Der Blockaltar ist um eine Stufe erhöht. Die polygonale hölzerne Kanzel hat an der linken Seite einen Kanzelaufgang. Das Kirchengestühl lässt einen Mittelgang frei. Der Fußboden ist mit roten Sandsteinplatten belegt.

## Orgel

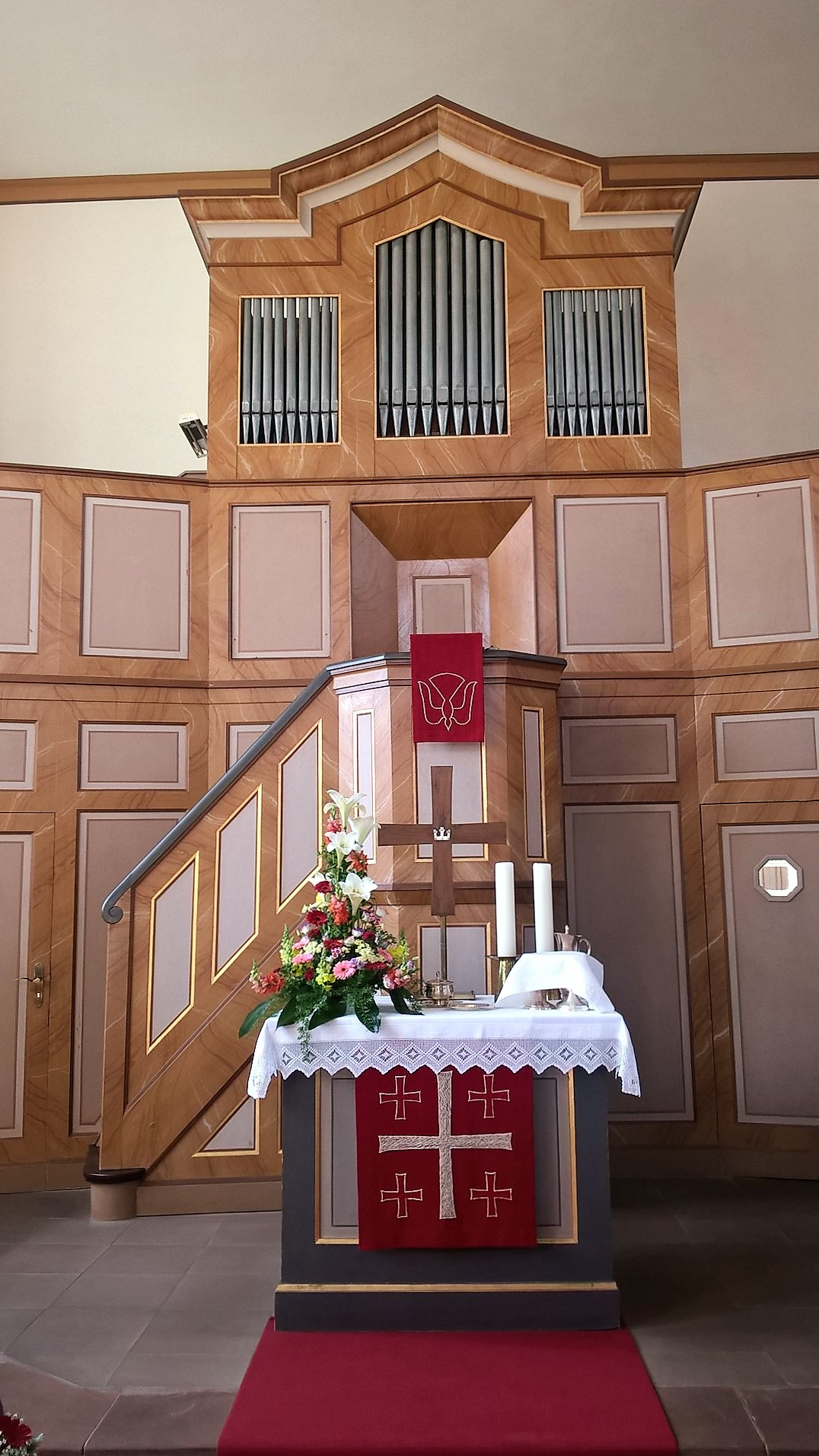
Altar, Kanzel und Orgel

Die erste Orgel für die neue Kirche wurde gebraucht erworben, nachdem für die  Evangelische Kirche Beuern 1847 eine neue Kirche fertiggestellt worden war, die einen Orgelneubau erhielt. Das Instrument aus der alten Kirche in Beuern ging auf das erste Viertel des 18. Jahrhunderts zurück. Friedrich Wilhelm Bernhard reparierte das Werk und setzte es nach Lumda um, wo es bis 1893 seinen Dienst tat. Die Gebrüder Bernhard lieferten im selben Jahr eine neue Orgel mit mechanischen Kegelladen. Im Jahr 1917 wurden die Zinnpfeifen im Prospekt für Rüstungszwecke abgeliefert und nach dem Krieg durch Pfeifen aus Zink ersetzt. Anfang der 1930er Jahre wurde die heutige Orgelempore eingebaut und die Orgel dorthin umgesetzt. Seit 1959 versorgt ein elektrischer Motor von Förster & Nicolaus Orgelbau das Instrument mit Wind. Umfassende Renovierungen folgten 1985 und 2007.
Die Orgel verfügt über sechs Register, die sich auf einem Manual und Pedal verteilen. Die Disposition lautet wie folgt:
| I Manual C–f3            |       |
| Prinzipal                | 8′    |
| Salicional               | 8′    |
| Gedacktflöte             | 8′    |
| Oktave                   | 4′    |
| Progressio harmonica III | 2 ⁄3′ |

| Pedal C–d1 |     |
| Subbaß     | 16′ |

- Koppel: I/P
- Spielhilfe: Tutti-Tritt